# Chancellorsville (Virginie)
Chancellorsville est un site historique et une communauté non incorporée du comté de Spotsylvania, en Virginie, à environ 10 milles (16 km) à l'ouest de Fredericksburg. Le nom de la localité vient de l'auberge du milieu du XIXe siècle exploitée par la famille de George Chancellor à l'intersection de l'Orange Turnpike et de l'Orange Plank Road.
La bataille de Chancellorsville de la guerre de Sécession eut lieu en mai 1863, et la bataille de la Wilderness est livrée à proximité en mai 1864. Au cours de la bataille de 1863, le lieutenant général Thomas J. « Stonewall » Jackson, est blessé par un tir fratricide, mourant huit jours plus tard, le 10 mai 1863, d'une pneumonie.
Des parties des champs de bataille de Chancellorsville et de la Wilderness sont protégés à l'intérieur du parc militaire national de Fredericksburg et de Spotsylvania, bien que les deux champs de bataille soient menacés par le développement au cours des dernières années. Le site de la Chancellorsville Inn, où le général de l'Union Joseph Hooker avait son quartier général lors de la bataille de 1863, est conservé dans le parc militaire national, comme l'est le site de la blessure de Jackson. Le site du décès de Jackson est situé à Guinea Station dans le comté de Caroline, au sud de Fredericksburg, et est également conservé dans le cadre du parc.